# Gigaquit, Surigao del Norte
Gigaquit là đô thị ở hạng 4 ở tỉnh Surigao del Norte, Philippines. Theo điều tra dân số năm 2000, đô thị này có tổng dân số 16.155 người trong 3.197 hộ.

## Các đơn vị hành chính
Gigaquit được chia thành 13 barangay.
- Alambique (Pob.)
- Anibongan
- Cam-boayon
- Camam-onan
- Ipil (Pob.)
- Lahi
- Mahanub
- Poniente
- San Antonio (Bonot)
- San Isidro (Parang)
- Sico-sico
- Villaflor
- Villafranca